# Fritz Geiges

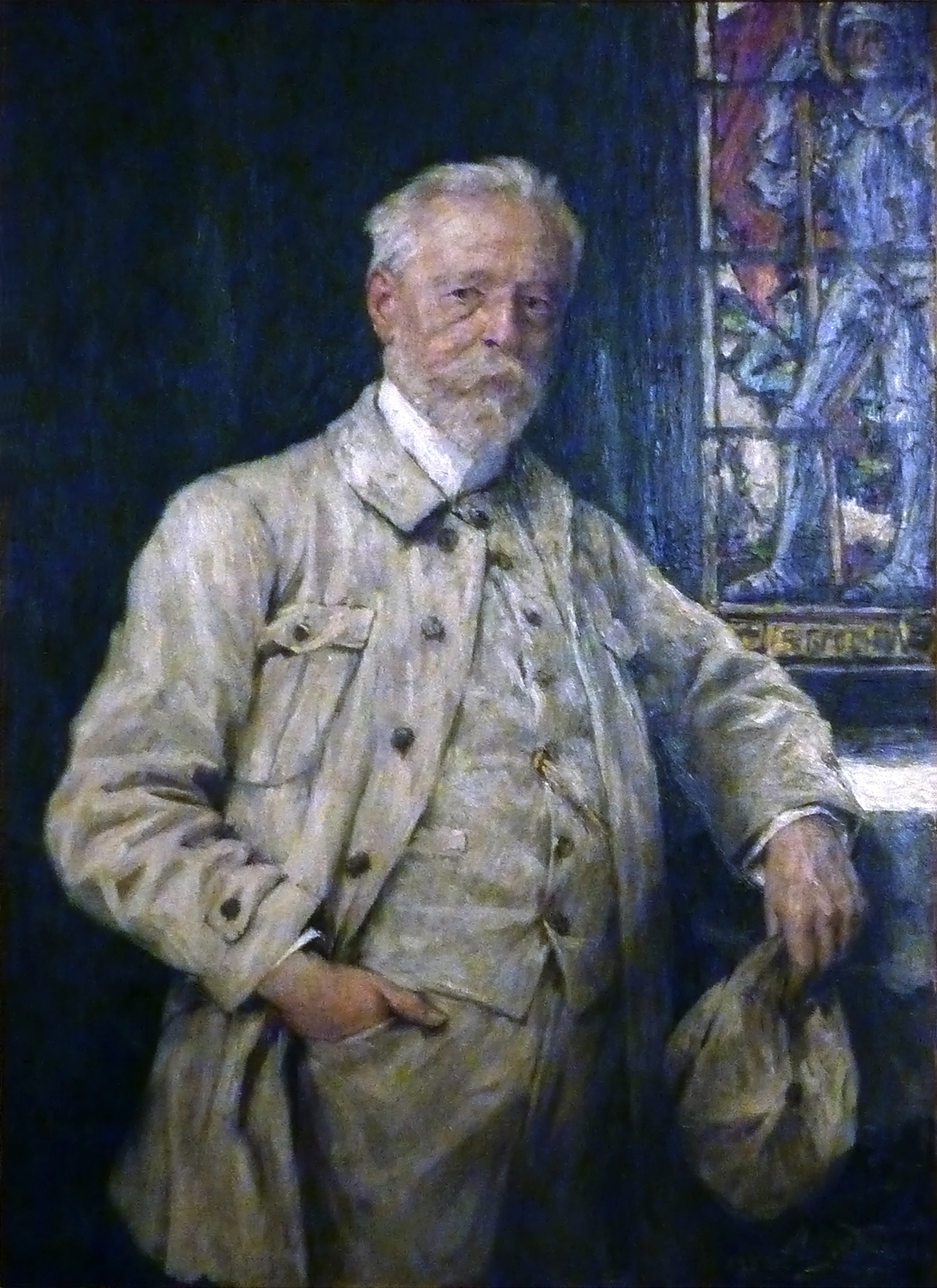
Porträt von Fritz Geiges (Hugo Vogel, 1925)

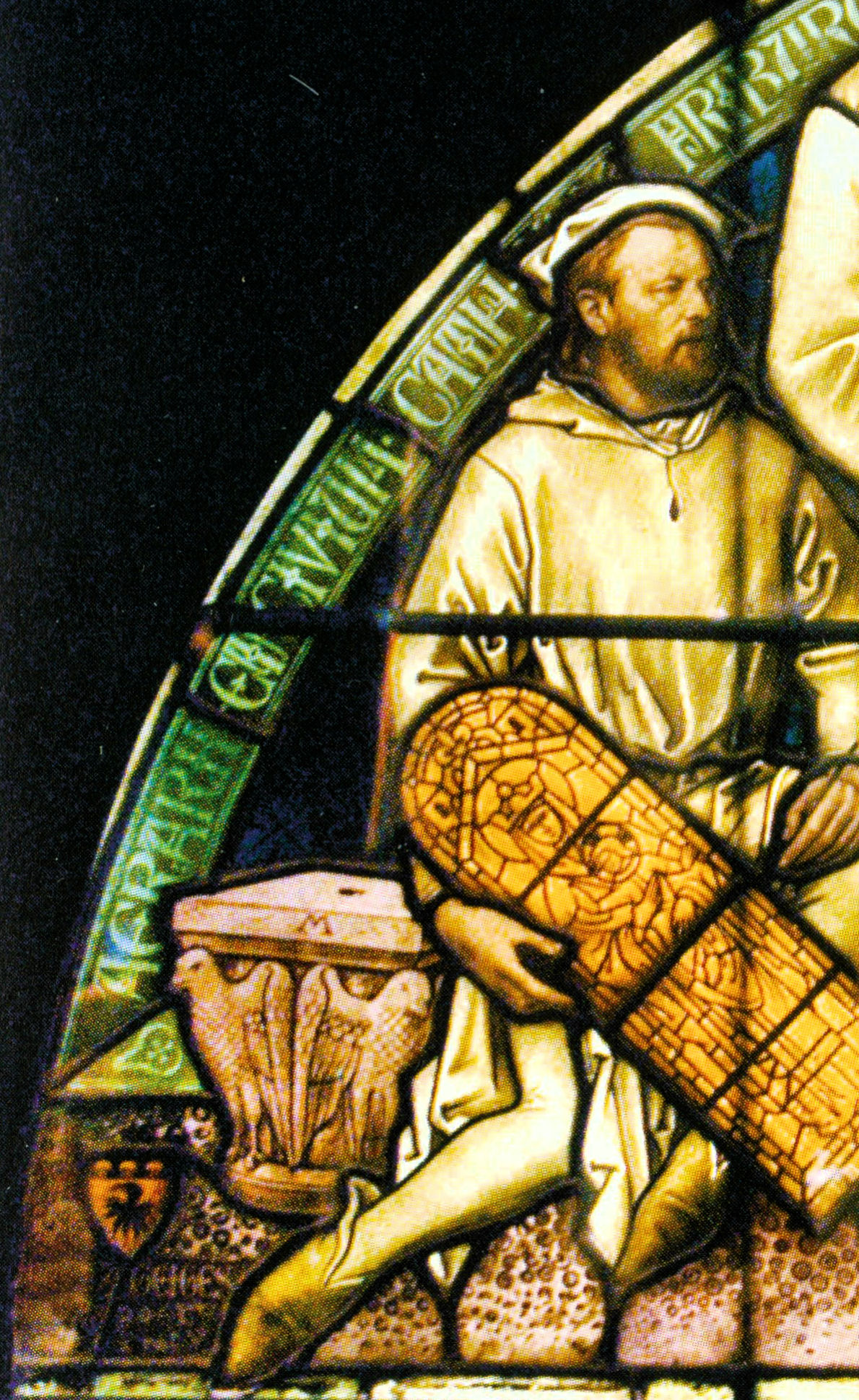
Fritz Geiges in der linken unteren Ecke des Stiftungsfensters der Johanneskirche; links unten das Wappen von Geiges: der Freiburger Rabe

Fritz Geiges (* 2. Dezember 1853 in Offenburg als Alois Sigmund Friedrich Geiges; † 23. Juni 1935 in Freiburg im Breisgau) war ein Glas- und Monumentalmaler, ein bedeutender Restaurator für Glasmalerei und Lokalhistoriker sowie Hochschullehrer.

## Leben

### Ausbildung
Fritz Geiges wurde als Sohn des Architekten und späteren Stadtbaumeisters von Freiburg Sigmund Geiges (1810–1898) und dessen dritter Ehefrau Theresa Baumann geboren. Sein Onkel war der Bildhauer Alois Knittel (1814–1875). Beruflich trat Friedrich Geiges, der zeit seines Lebens nur Fritz genannt wurde, in die Fußstapfen seines Vaters und Onkels.
Seine künstlerische Ausbildung erhielt der junge Geiges seit 1872 an der Königlichen Kunstschule Stuttgart bei Bernhard von Neher. Von 1874 bis 1878 studierte er an der Münchener Kunstakademie, zuerst in der technischen Malschule von Otto Seitz, die weiteren Semester dann bei Wilhelm von Diez. Wegen Krankheit musste er seine Studien vorzeitig abbrechen und kehrte nach Freiburg zurück, wo er sich zunächst als Zeichenlehrer durchschlagen musste.

### Geschichtsverein Schau-ins-Land
1873 war er Mitbegründer des Breisgau-Geschichtsverein Schau-ins-Land. Nach seiner 1878 durch Krankheit erzwungenen Rückkehr nach Freiburg übernahm er die Organisation des Vereins.
1879 schuf Geiges für den Verein im Redoutenhaus neben dem Historischen Kaufhaus eine heute noch erhaltene „Vereinsstube“, die nach seinen Entwürfen gestaltet wurde. Der im Stil einer Trinkstube des frühen 16. Jahrhunderts ausgestattete Raum wurde auch von weiteren Vereinsmitgliedern mitgestaltet.
Im Ausschuss des Vereins wird er als Zeichner der Vereinszeitschrift geführt. So enthalten die ersten Jahrbücher nicht nur viele graphische Darstellungen von Geiges, sondern tragen buchstäblich auch seine Handschrift. Von nun an veröffentlichte er regelmäßig Aufsätze über die Stadtgeschichte und die Baugeschichte des Münsters.
Anerkennung und Aufmerksamkeit erfuhr Geiges durch sein 1878 erschienenes Buch Das alte Freiburg in seiner Blüthezeit in Wort und Bild.
Sein Grab befindet sich auf dem Freiburger Hauptfriedhof.

## Werk

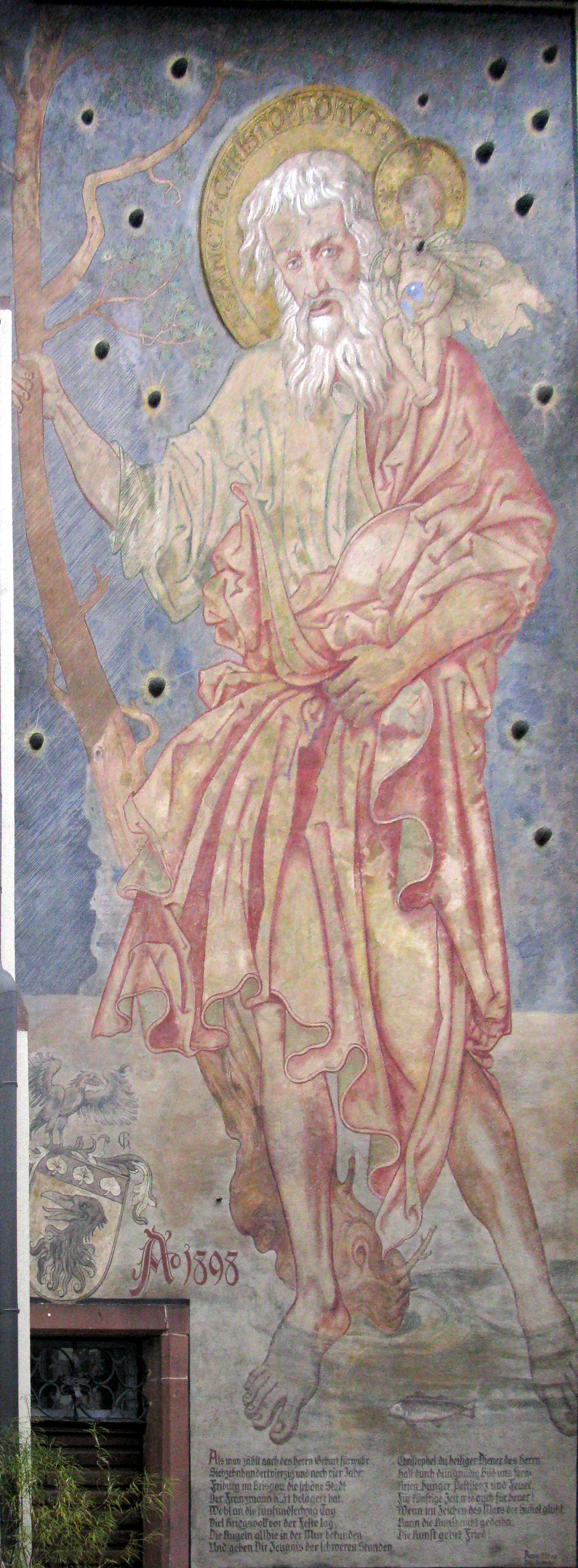
Christophorus, Monumentalgemälde am Atelierturm

### Glasmalerei und Monumentalgemälde

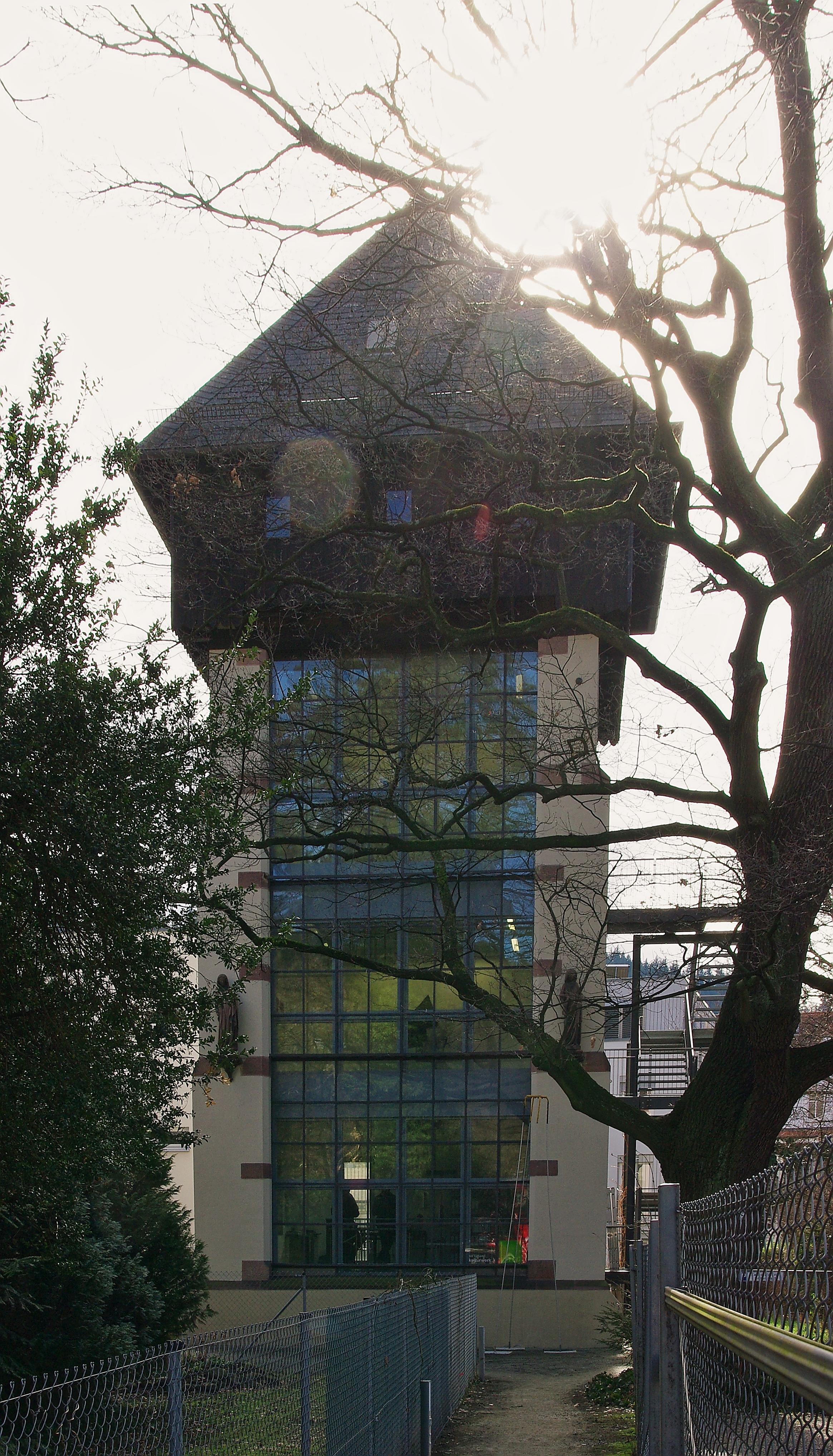
Atelierturm von Geiges mit nach Norden ausgerichteter verglaster Front

Als Glasmaler und Restaurator von Glasgemälden besaß er internationalen Ruf. In Deutschland schuf er beispielsweise einen Zyklus von 27 Fenstern für die Kaiser-Wilhelm-Gedächtniskirche in Berlin sowie den Mosaikfußboden im Chor des Kölner Doms. Für zahlreiche weitere kirchliche Bauten in Deutschland entwarf er Glasfenster und schuf außerdem Monumentalgemälde. 1897 wurde er auf Vorschlag von Kaiser Wilhelm II. durch die Preußische Akademie der Künste zum Professor ernannt.

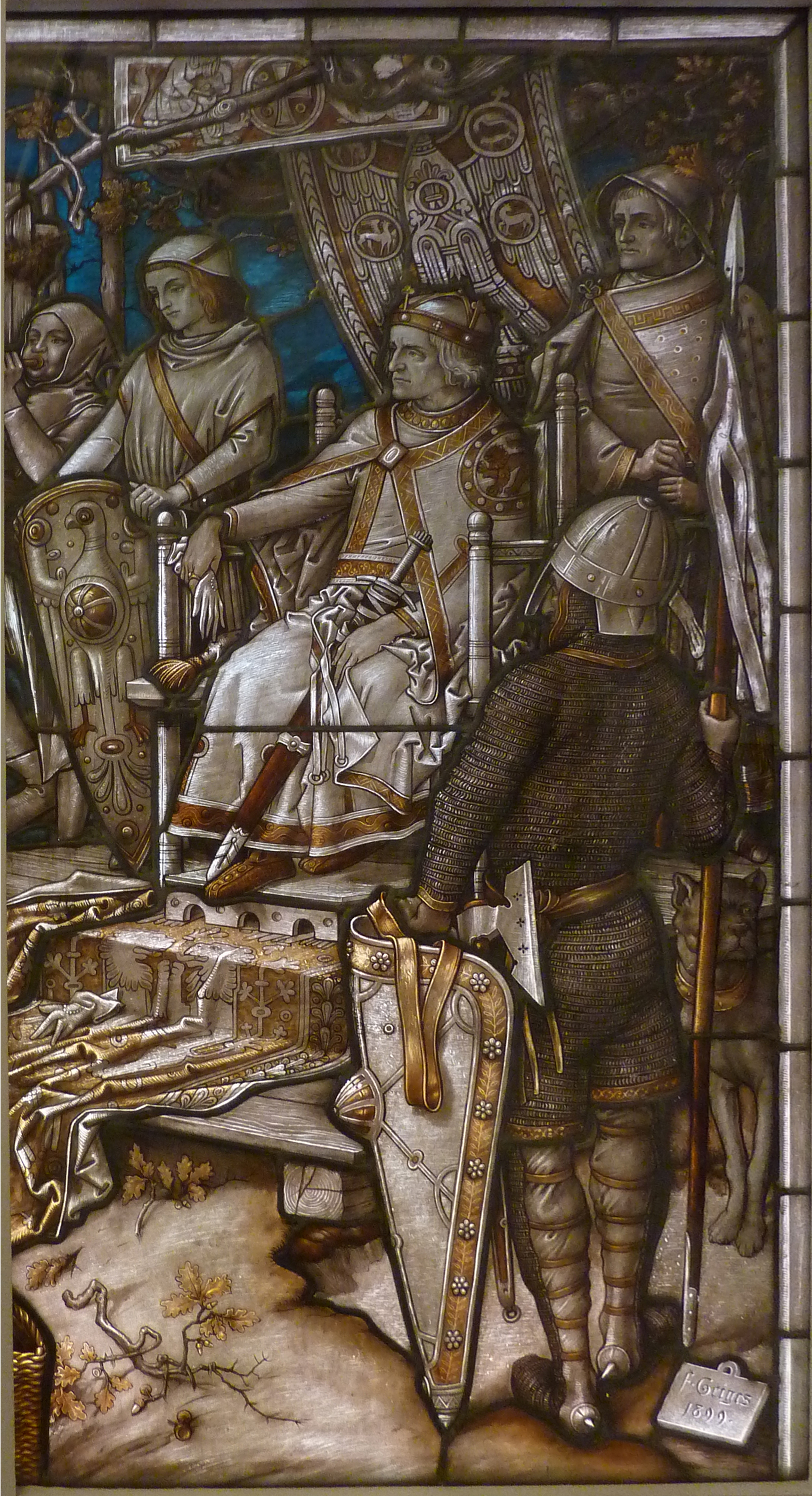
Glasmalerei von 1899: Konrad von Zähringen verleiht der Siedlung am
Fuße des Schlossbergs das Stadtrecht.

Die Glasmalereien entstanden in seinem Atelier, das in einem 1889 erbauten Turm („Geigesturm“) in der Freiburger Talstraße 66 untergebracht war. Die mit Abstand vor den Geschossdecken angebrachte Glasfassade, die sich über alle drei Geschosse erstreckt, ermöglichte die Vormontage auch großer Glasgemälde. Seit 2004 ist im erhaltenen und unter Denkmalschutz stehenden Geigesturm der BBK – Südbaden untergebracht.
In Freiburg schuf er Glasfenster u. a. für die Herz-Jesu- und die Johanneskirche sowie die Glasgemälde im Kaisersaal des historischen Kaufhauses und dem Erker des Hauses.
Viele seiner Arbeiten wurden im Zweiten Weltkrieg zerstört, darunter in Freiburg die Fassadenmalereien am Alten Rathaus und am Basler Hof. Erhalten blieb das Gemälde des Freiburger Stadtpatrons St. Georg an der Außenseite des Schwabentors sowie eine über drei Geschosse reichende Darstellung des Heiligen Christophorus an der Ostseite des Geigesturmes. Mit dem Bertholdsfenster, auf dem Konrad von Zähringen den Bürgern das Stadtrecht verkündet, ist zudem eines der Glasfenster aus dem Ratsaal des Neuen Rathauses erhalten. Die ursprünglich mehrteilige Galerie enthielt daneben Porträts von Berthold III. und Konrad III., Graf von Freiburg sowie ein Adlerwappen mit der Unterschrift „Zähringen“ und wurde auf der Weltausstellung Paris 1900 ausgestellt.

### Restaurierung der Münsterfenster
Nachdem Geiges in den 1890er Jahren schon die Turmhalle des Freiburger Münsters dokumentiert und restauriert hatte, wurde ihm ab 1917 auch die Wiederherstellung der Münsterfenster übertragen. Geiges hatte sich durch seine bisherigen Arbeiten in ganz Deutschland einen guten Ruf gemacht, so dass es beinahe schon selbstverständlich schien, dass der Freiburger Münsterbauverein und die Kirchenbehörde ihm diesen Auftrag erteilten. Das heutige Erscheinungsbild der Münsterfenster geht weitgehend auf diese Restaurierung zurück.
Auf dem „Tag für Denkmalpflege“ 1925 in Freiburg wurden seine Arbeiten stark kritisiert, einige Teilnehmer warfen ihm sogar „Restaurierungsvandalismus“ vor. Geiges hatte, noch ganz im Sinne des Historismus, verlorene Teile der mittelalterlichen Fenster durch eigene Neuschöpfungen ergänzt und die Originale von den in seinen Augen störenden Reparaturen voriger Jahrhunderte befreit. Um die alten und neuen Teile einander anzugleichen, überzog Geiges außerdem die Innenseite aller Fenster, ausgenommen das Küferfenster und das Konstanzer Fenster, mit einer dämpfenden Ölfarbe, wodurch er den Verlust der Leuchtkraft in Kauf nahm (bei der Restaurierung der Fenster in den Jahren 1971 bis 1982 wurde dieser Überzug wieder entfernt). Hier kollidierte die Geigessche Auffassung von der Wiederherstellung eines ursprünglichen Zustandes mit der Maxime moderner Denkmalpflege, die lautet: Niemals restaurieren, möglichst nur konservieren. Geiges habe eine Auffassung vertreten, die fast die komplette deutsche Führungsgilde deutscher Kunsthistoriker zum Protest gegen die Vernichtung edelsten Kulturgutes durch Geiges erhob. Kennzeichnend für die Haltung Geiges' ist seine Äußerung, wonach z. B. die Westrose des Münsters restauratorisch ausreichend aus nur einem Segment leicht ersetzt werden könne, eine Aussage, die sich im Bezug auf Wiederholungen bei anderen Fenstern des Münsters sinngemäß ebenso finden lässt. Einer der Gründe für die Diskussion um die Fensterrestaurierung mag in der Zielvorgabe Wiederherstellung des ursprünglichen Zustandes gelegen haben. Dies war zu vage und unklar und ließ somit erheblichen Raum für Geiges' Ausführung. Der Auftraggeber hatte dem Restaurator keine konservatorischen Vorgaben gemacht. So entstand der Eindruck, Geiges hätte nach eigenem Gutdünken über den Verlauf der Restaurierung entschieden.
Der künstlerische Nachlass von Fritz Geiges befindet sich im Augustinermuseum in Freiburg und im Stadtarchiv Freiburg. Eine im Jahr 2000 publizierte Dissertation beschreibt sein Wirken im Detail, ebenso der Katalog der Ausstellung Aufleuchten des Mittelalters. Glasmalerei des 19. Jahrhunderts in Freiburg im Jahr 2000. Im Deutschen Glasmalerei-Museum in Linnich befinden sich Kopien von Fenstern aus dem 16. Jahrhundert, die Fritz Geiges geschaffen hat.

## Werke (Auswahl)

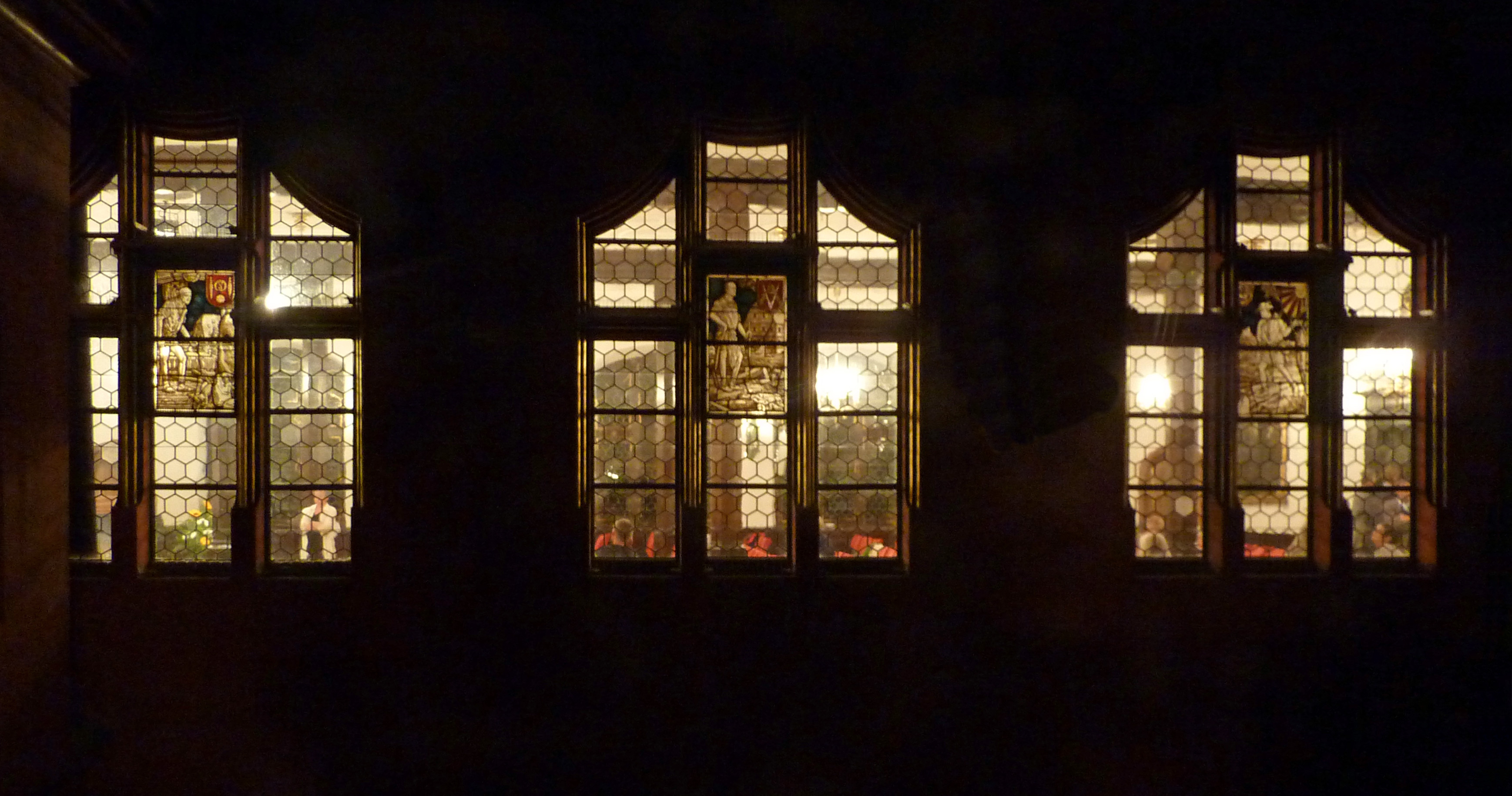
Fenster des „Kaisersaals“ am Historischen Kaufhaus in Freiburg (von innen)

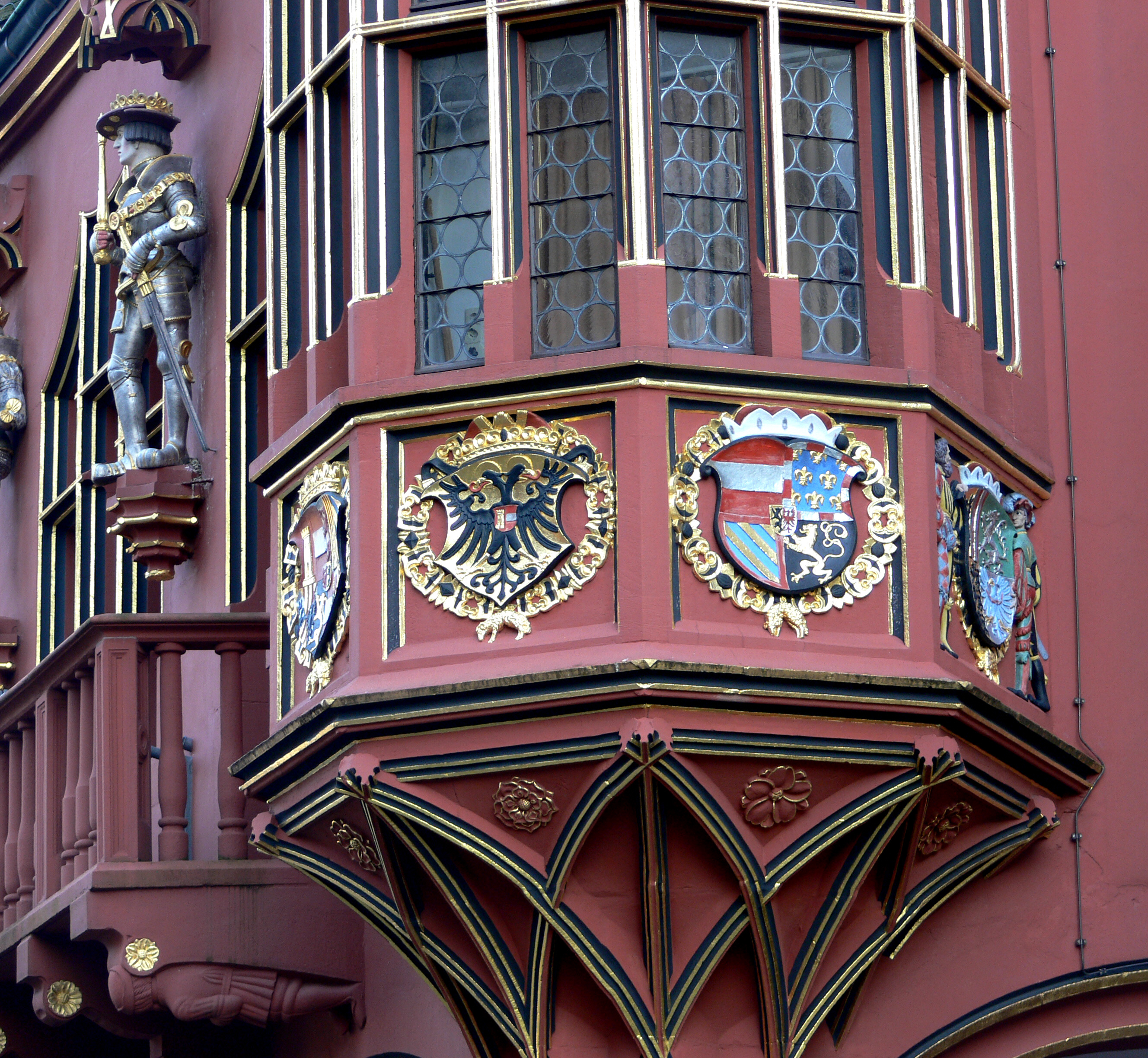
Erkerfenster des Historischen Kaufhauses am Freiburger Münsterplatz und Architekturmalerei

### Glasmalerei

#### In Freiburg
- Fenster des „Kaisersaals“ am Historischen Kaufhaus
- Friedrich-Gymnasium Freiburg (Schlacht bei Sempach, im Zweiten Weltkrieg zerstört)
- Mädchenbürgerschule am „Holzmarkt“, später Goethe-Gymnasium, (nicht erhalten)[4][5]
- Herz-Jesu-Kirche
- Johanneskirche
- Neues Rathaus
- Neues Kollegiengebäude der Universität
- Scheibe mit Maler, Goldschmied und Zunftwappen, 1880 im Augustinermuseum (Inv. Nr. K 93/041 - 042)

Freiburger Münster, Architektur- und Skulpturenschmuck in der Portalvorhalle, Neufassung nach seinen Entwürfen

#### In weiteren deutschen Städten
- Berlin:
  - Kaiser-Wilhelm-Gedächtniskirche

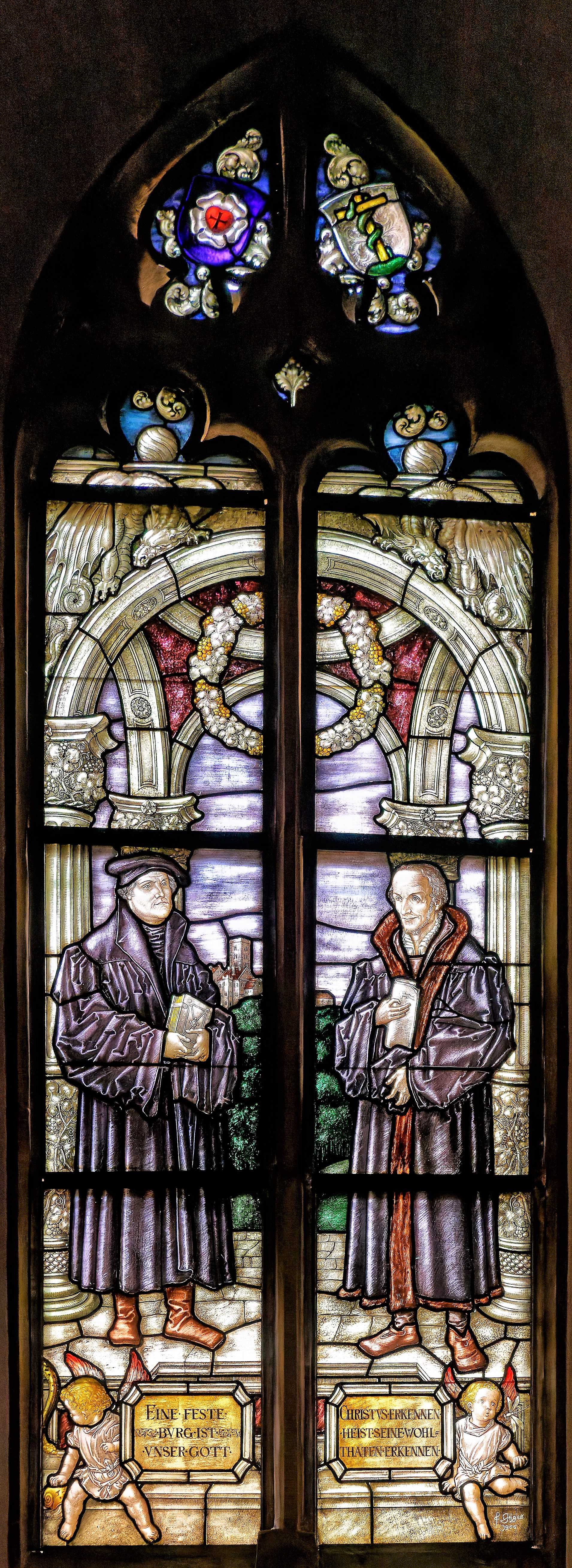
Fenster in der Stadtkirche Langenburg

  - Berlin-Weißensee: Bethanienkirche,
aus Anlass der Kircheneinweihung 1902 verleiht der deutsche Kaiser dem Glas- und Kunstmaler Professor Geiges den Kronenorden 3. Klasse.[6]
- Braunschweig, St. Ulrich
- Breslau, St. Carolus-Kirche
- Butzbach, St. Markus-Kirche
- Fritzlar, Dom St. Peter
- Hamburg, Marienkirche
- Haslach im Kinzigtal, Pfarrkirche St. Arbogast
- Hausach im Kinzigtal, St. Mauritius
- Herford, St. Johannis
- Hohkönigsburg, Kapelle
- Karlsruhe, Kunsthalle
- Konstanz, Konstanzer Münster, 1901
- Liegnitz, Liebfrauenkirche und Ritterakademie
- Lörrach, Röttler Kirche
- Lübeck, Gerichtshaus
- Magdeburg, Magdeburger Dom
- Marsow, Feldsteinkirche
- Metz, Kathedrale
- Mittelsteinkirch (Kościelniki Średnie), Pfarrkirche
- Motala, Pfarrkirche
- Naumburg (Saale), Dom
- Neustadt im Schwarzwald, Pfarrkirche St. Jakobus
- Pforzheim, Rathaus
- Potsdam, Erlöserkirche
- Rostock, Klosterkirche zum hl. Kreuz
- Striegau, Schloss Muhrau, Schlosskirche
- Trier, Dom
- Überlingen, Rathaus
- Werden an der Ruhr, Pfarrkirche
- Wetzlar, Dom
- Tsingtau: Christuskirche (nicht erhalten)
- Quedlinburg, Schlosskirche

Eichstätter Dom, Nordportal: Restaurierung / Neufassung (Vergleich Freiburg Portalvorhalle)

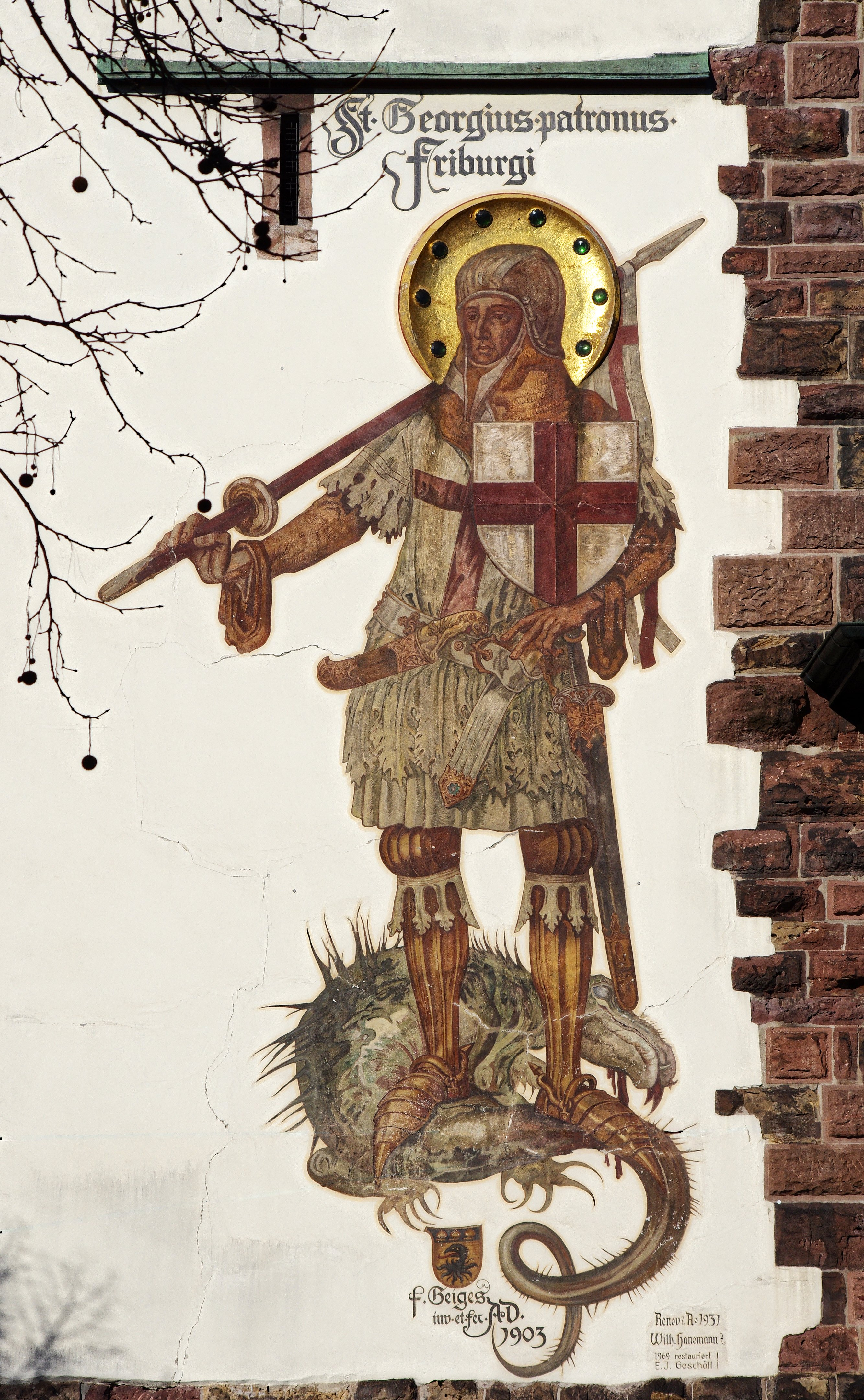
Heiliger Georg: Wandgemälde am Freiburger Schwabentor

### Weitere Arbeiten
- Frankfurt am Main: Hotel Germania (1876)
- Freiburg: Darstellung des Freiburger Stadtpatrons, des Heiligen Georg, Wandgemälde auf der Außenseite des Schwabentors (1903)
- Freiburg: Nach einer Skizze Geiges’ durch Gebrüder Moroder gefertigtes Marienaltärchen (1905)[7]
- Kölner Dom: Fußbodenmosaiken des Chorumgangs (1894–1896)
- Rottweil: Rathaus (1884, nicht erhalten)
- Strassburg: Sankt-Mauritius-Kirche, Kreuzigung in der Sakristei.

### Schriften (Auswahl)
- Das alte Freiburg in seiner Blüthezeit in Wort und Bild. Freiburg, Wachter, 1878.
- Der Glockenstuhl im Münster zu Freiburg. In: Schau-ins-Land 21, 1896.
- Studien zur Baugeschichte des Freiburger Münsters. In: Schau-ins-Land 10, 1883.
- Über ein halbes Jahrtausend Geschichte eines Freiburger Bürgerhauses, eine kritische Studie. – Wappenskulturen des Klosters Günterstal. In: Schau-ins-Land 51, 1926.
- Der mittelalterliche Fensterschmuck des Freiburger Münsters. Seine Geschichte, die Ursachen seines Zerfalles und die Maßnahmen zu seiner Wiederherstellung; zugleich ein Beitrag zur Geschichte des Baues selbst. Freiburg, Breisgau-Verein Schau-ins-Land, 1931 (Gleichzeitig Band 56–58 des Schau-ins-Land).
- Das älteste Freiburger Rathaus und seine Gerichtslaube. In: Schau-ins-Land 63, 1936.

## Ehrungen
- 1895 Roter Adlerorden IV. Kl
- 1898 Roter-Adler-Orden III. Kl
- 1902 Kronenorden III. Klasse
- 1897 Ernennung zum Professor auf Vorschlag von Kaiser Wilhelm II.
- 1900 Goldene Medaille der Weltausstellung in Paris
- 1920 Ehrendoktor der Universität Freiburg, verliehen von Rektor Carl Diehl
- 1923 Ehrenbürger der Stadt Freiburg
- 1923 Ehrenbürger von Raithaslach[8]

## Familie
Fritz Geiges' Bruder war der Freiburger Architekt und Bauunternehmer Oskar Geiges. Seine Tochter Margarethe (Mutzi) heiratete 1914 den Zoologen Alfred Kühn, sein Sohn Fritz Geiges junior wurde Arzt und Chirurg. Dessen Sohn war der Fotograf und Bildreporter Leif Geiges.